# Château de Claypotts

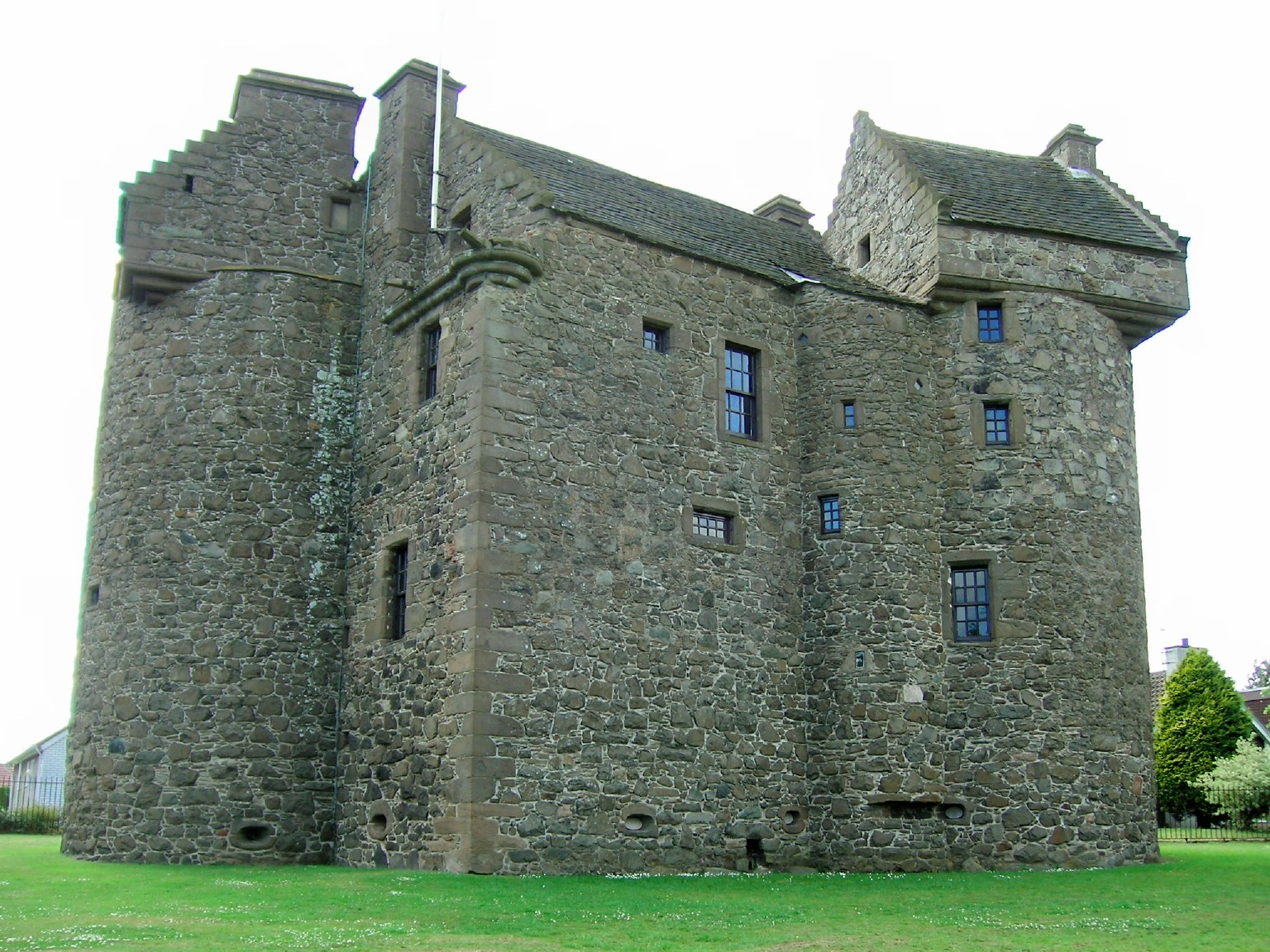
Le château de Claypotts, typique du plan en Z

Le château de Claypotts est situé dans la région de Dundee, en Écosse. Il date de la fin du XVIe siècle et constitue l'un des exemples les mieux préservés de l'architecture en Z.
Claypotts est un monument classé en catégorie A depuis 1975. Il dépend de Historic Scotland. Il n'est ouvert au public que quelques jours par an.

## Histoire

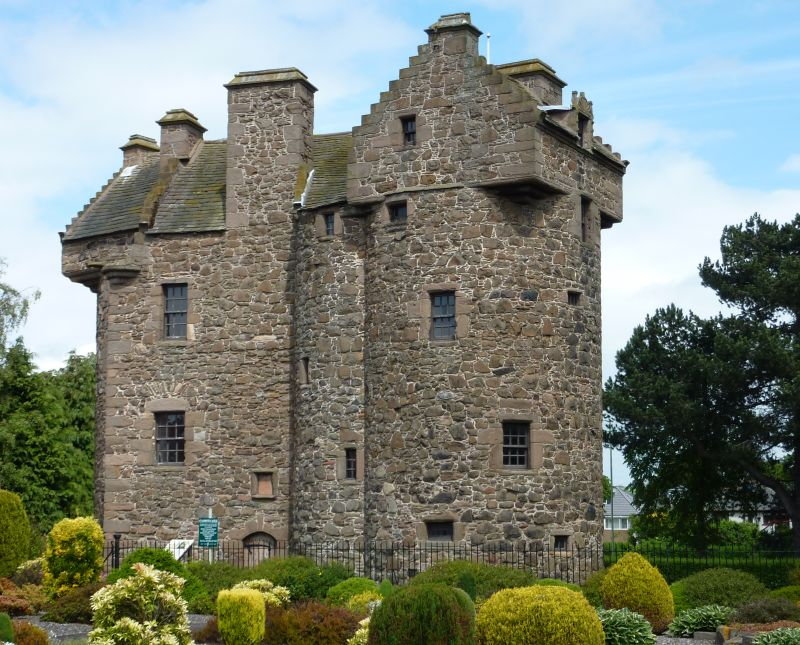
Claypotts

Le bâtiment fut édifié par John Strachan vers 1569–1588, selon les inscriptions gravées dans certaines de ses pierres, ce qui signifie une durée de construction inhabituellement longue pour un château de dimensions modestes.
Il a appartenu à John Graham (1er vicomte de Dundee). 
Selon la légende locale, un brownie industrieux aurait longtemps aidé aux cuisines.